# فرهاد كاظمي
فرهاد كاظمي (بالفارسية: فرهاد کاظمی) هو لاعب كرة قدم ومدرب كرة قدم إيراني في مركز الهجوم، ولد في 2 يوليو 1959 في طهران في إيران. لعب مع نادي باس طهران ونادي راه آهن ونادي ستيل آذين.